# 哈德森·奥斯汀
哈德森·奥斯汀（英語：Hudson Austin；1938年4月26日—2022年9月24日）是格林纳达人民革命军的一名将军。在1983年10月19日前总理莫里斯·毕晓普被杀后，他废黜继任总理伯纳德·科尔德，组建了一个以自己为主席的革命军事委员会来统治格林纳达，但仅维持了6天便由于美國入侵格林納達而垮台。